# Determinatum
Determinatum bezeichnet in der Grammatik bei bestimmten Fällen von Wortzusammensetzungen, nämlich den Determinativkomposita, das Grundwort, also den Wortteil, der den Oberbegriff nennt. Das Determinatum wird durch den anderen Bestandteil des Wortes, das Bestimmungswort (Determinans), in seiner Bedeutung näher festgelegt. Es handelt sich somit um einen Spezialfall des grammatischen Begriffes Kopf.

## Ein Beispiel aus dem Deutschen
Das Wort „Haustür“ ist ein Determinativkompositum; „-tür“ verweist darauf, dass es sich bei „Haustür“ um eine „Tür“ handelt. Dies ist die Leistung des Determinatums: Es gibt die Klasse, die Menge, an, zu der der fragliche Gegenstand gehört. Der erste Teil des Kompositums dagegen, das Bestimmungswort (Determinans), in diesem Fall also „Haus-“, gibt an, was für eine Art von Tür es genau ist: Es ist eine Haustür und nicht eine Autotür, Werkstatttür, Zimmertür oder sonst eine Art von Tür.

## Stellung des Determinatums in Komposita
Das Grundwort, Determinatum, steht in deutschen Komposita fast immer am Ende des Wortes: so z. B. bei den Komposita auf „-haus“: „Eck-haus“, „Rat-haus“, „Schnecken-haus“, „Spiel-haus“, „Wohn-haus“.
Für Fälle im Französischen, wo das Determinatum nicht als Rechtsglied einer Wortzusammensetzung fungiert, siehe unter Synapsie.

## Anderweitige Verwendung des Begriffs Determinatum in der Syntax
Der Begriff kann außer auf Komposita auch auf Wortgruppen (Syntagmen) angewendet werden und steht auch hier für das Grundwort der Konstruktion. In der Wortgruppe „eine große Frau“ wäre „Frau“ das Determinatum, während „große“ eine nähere Bestimmung gibt und damit die Funktion des Determinans ausübt.